# Lepargyrea argentea
Lepargyrea argentea là một loài thực vật có hoa trong họ Elaeagnaceae. Loài này được (Pursh) Greene mô tả khoa học đầu tiên năm 1890.